# Foldback-Klammer

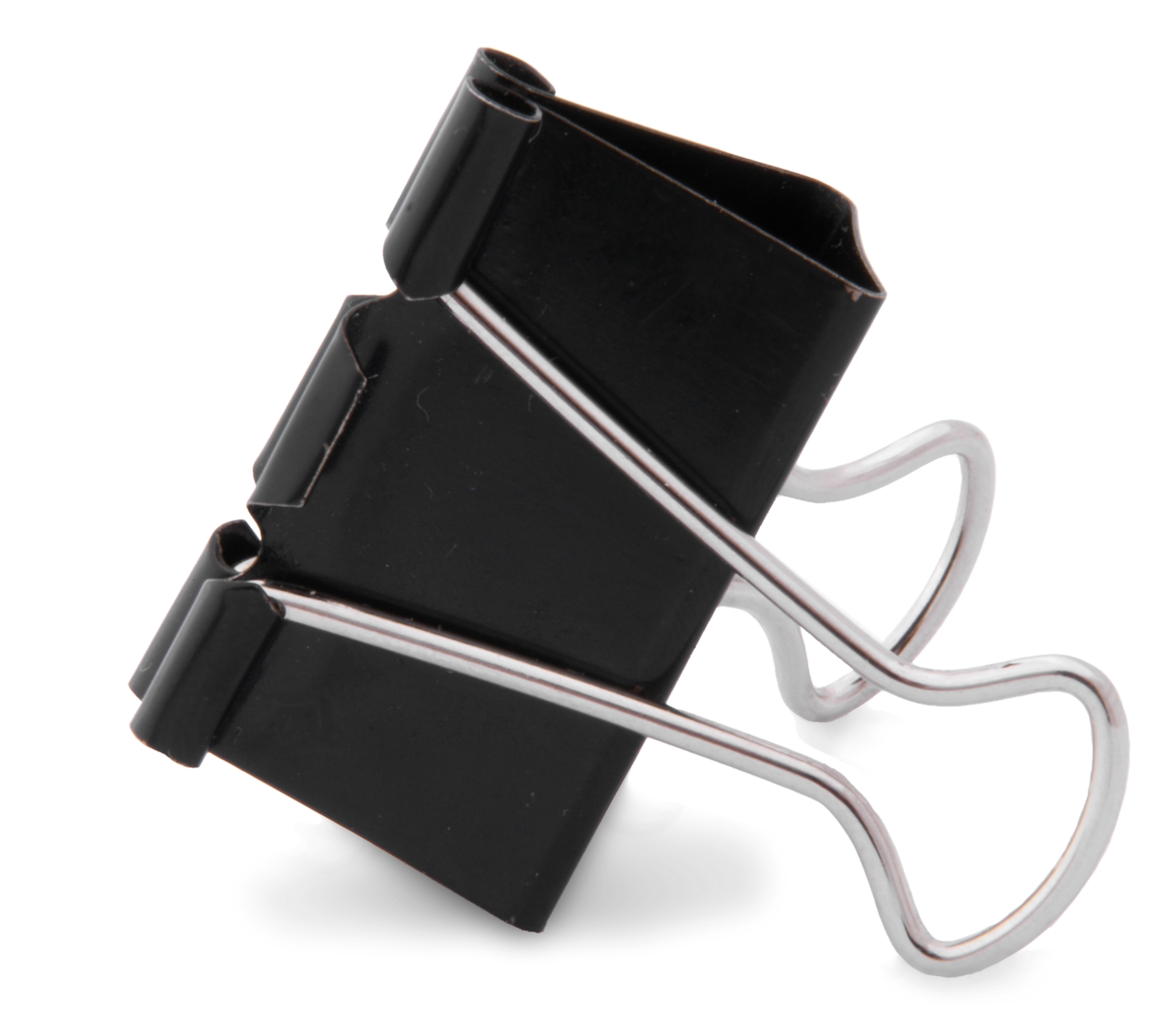
Eine Foldback-Klammer

Eine Foldback-Klammer (auch Vielzweckklemme) ist ein einfaches Werkzeug, um Papierseiten zusammenzuheften. Es beschädigt das Papier nicht und kann im Gegensatz zu Heftklammern leicht wieder entfernt werden.

## Eigenschaften und Verwendungszweck

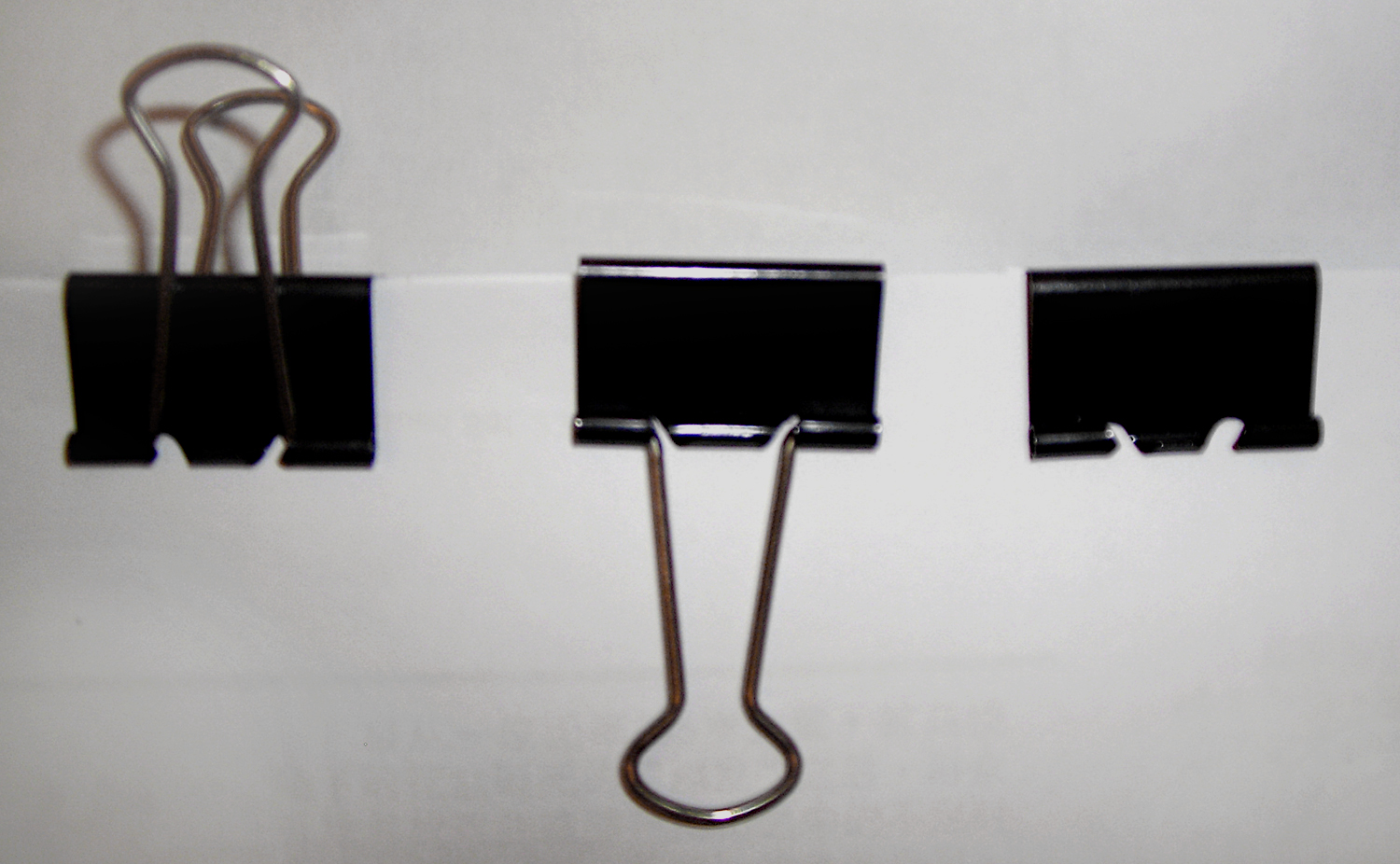
Die Griffe können, nachdem die Klammer befestigt wurde, sowohl umgeklappt als auch ganz entfernt werden, um die Papierbögen dauerhaft zu verbinden

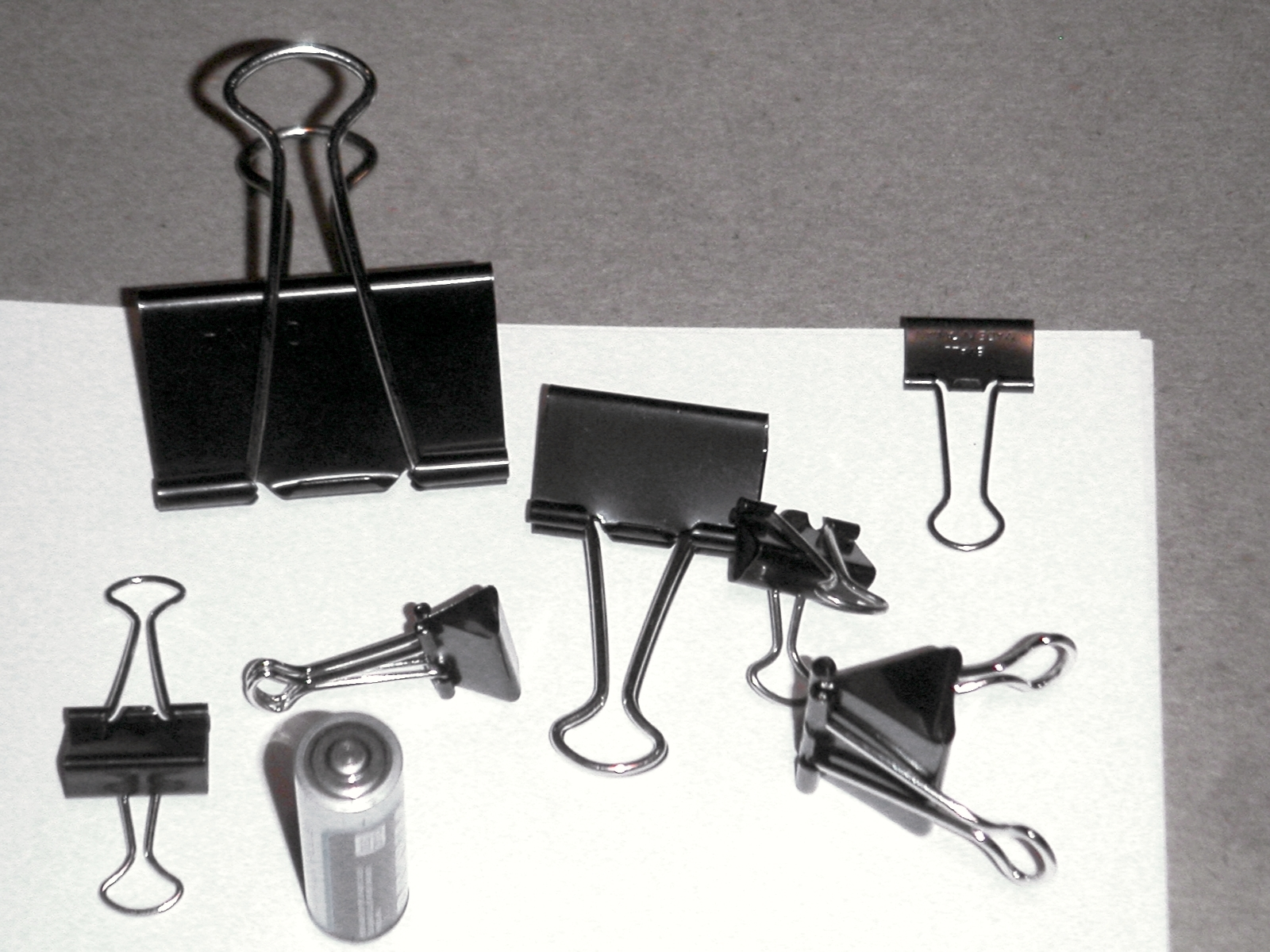
Verschiedene Foldback-Klammern und eine AA-Batterie als Größenvergleich

Eine Foldback-Klammer besteht aus einem Streifen Federstahlblech, das zu einem geraden Prisma gebogen ist. An der Spitze des Prismas sind zwei Griffe befestigt, mit deren Hilfe die unter Spannung stehende Klammer geöffnet werden kann. Abgerundete Kanten verhindern dabei, dass das Blech in das Papier schneidet. Dadurch, dass die Griffe umgeklappt werden können, wird bei gleicher Klemmleistung eine kleinere Bauform als beim (älteren) Briefklemmer erreicht.
Hauptsächlich finden Foldback-Klammern im Büro Verwendung. Sie dienen hauptsächlich dazu, Papierstapel zusammenzuhalten, die zu groß für Heftklammern sind.
Indem man die Griffe seitwärts zusammendrückt, können diese auch gänzlich entfernt werden, um das Papier dauerhaft zu binden.
Außerdem können die Griffe dazu verwendet werden, die gebundenen Seiten aufzuhängen.
Foldback-Klammern gibt es in Breiten von 5 mm (0,2″) bis 50 mm (2″) mit diversen Klemmweiten. Dabei gilt: je mm Klemmweite können 10 Blatt Papier, bei einer Papierstärke von typischerweise 80 g/m2, zusammengehalten werden.
| Breite | Klemmweite |
| ------ | ---------- |
| 13 mm  | 4 mm       |
| 15 mm  | 5 mm       |
| 19 mm  | 7 mm       |
| 25 mm  | 9 mm       |
| 32 mm  | 13 mm      |
| 40 mm  | 16 mm      |
| 50 mm  | 20 mm      |

Es gibt sie in einer Vielzahl verschiedener Farben, üblicherweise werden sie mit einer schwarzen Oxidschicht gefärbt. Das Blech wird aus Edelstahl hergestellt, aber auch vernickelt, versilbert oder vergoldet. Die Griffe sind normalerweise vernickelt.

## Vor- und Nachteile
Vorteile gegenüber normalen Heftklammern sind:
- Rostbeständigkeit
- Kann mehr Blätter binden
- Bindet die Blätter fester, ohne diese zu perforieren
- Mehrfach verwendbar
- Schneller Wechsel bei Entnahme einzelner Blätter
- Rückstandslos entfernbar (bei Verträgen etc.)

Nachteile gegenüber normalen Heftklammern sind:
- Höherer Anschaffungspreis
- Begrenzte Stapelbarkeit durch mehr Volumen (bauartbedingt)
- Papierdeformation durch Druck der Klammer möglich

## Entwicklung
Die Foldback-Klammer wurde im Jahre 1910 von Louis E. Baltzley in Washington, D.C. erfunden.
Die Erfindung trägt das US-Patent mit der Nummer 1 139 627. Zu dieser Zeit war die übliche Methode des Papierbindens, Löcher zu stanzen und die Blätter zusammenzunähen. Das machte es jedoch schwer, einzelne Blätter zu entfernen.
Louis Baltzley entwickelte die Foldback-Klammern, um seinem Vater Edwin Baltzley, einem Schriftsteller und Erfinder, das Verwalten seiner Manuskripte zu erleichtern. Während das Originaldesign bis zu seiner heutigen Form schon fünf Mal verändert worden ist, blieb der Mechanismus stets der gleiche.
Baltzley ließ seine Erfindung zunächst von der L.E.B. Manufacturing Company herstellen. Später wurden die Herstellungsrechte auch an andere Firmen vergeben.
Nach dem Herstellernamen Maul hat sich der Spitzname Maulys (eingetragenes Warenzeichen) etabliert.